# Eli'ezer Peri
Eli'ezer Peri (hebrejsky: אליעזר פרי, rodným jménem Eli'ezer Wilder-Frei, אליעזר וילדר-פראי;‎ 2. února 1902 – 1. prosince 1970) byl sionistický aktivista, izraelský politik a poslanec Knesetu za stranu Mapam.

## Biografie
Narodil se v obci Surochów v tehdejší Ruské říši (dnes Polsko). Vystudoval v Polsku střední školu a v letech 1922–1925 učitelský seminář se zaměřením na právo a humanitní vědy. V roce 1926 přesídlil do dnešního Izraele. Od jeho založení byl členem kibucu Merchavija.

## Politická dráha
V mládí se zapojil do činnosti sionistického hnutí ha-Šomer ha-ca'ir v Polsku. V roce 1920 se stal členem jeho vedení a tajemníkem. Od roku 1924 i členem vedení světové organizace tohoto hnutí. Byl jedním ze zakladatelů židovské střední školy ve Lvově a jedním z jejích prvních absolventů. Ve Lvově vydával židovské periodikum. Po přestěhování do dnešního Izraele se roku 1929 stal členem zaměstnanecké rady v Haifě. Spoluzakládal hnutí levicových kibuců ha-Kibuc ha-arci. V roce 1930 byl vyslancem ha-Šomer ha-ca'ir a odborového svazu Histadrut v Evropě. V letech 1933–1949 zasedal ve výkonném výboru Histadrutu. Roku 1943 patřil mezi zakladatele listu Mišmar, ze kterého se později vyvinul list al ha-Mišmar. Od roku 1944 byl členem parlamentního sboru Asifat ha-nivcharim. Od založení strany Mapam v roce 1948 patřil k jejím předákům.
V izraelském parlamentu zasedl poprvé už po volbách v roce 1949, kdy kandidoval za Mapam. Byl členem výboru pro záležitosti vnitra. Mandát obhájil ve volbách v roce 1951, kdy kandidoval znovu za Mapam. Byl členem parlamentního výboru pro vzdělávání a kulturu, výboru pro veřejné služby a výboru pro záležitosti vnitra. Roku 1969 odešel ze strany Mapam, poté co tato strana vstoupila do středolevé platformy Ma'arach. Zakládal Svaz levicových socialistických sionistů a vydával jeho list.